# シャテルドン
シャテルドン （Châteldon）は、フランス、オーヴェルニュ＝ローヌ＝アルプ地域圏、ピュイ＝ド＝ドーム県のコミューン。

## 地理
リヴラドワ・フォルズ地域圏自然公園の一部である。ヴィシーとティエールの中間に位置する。
地震の危険がある、中程度地震帯にコミューンは分類されている。

## 歴史
村はその名を中世ラテン語のカストルム・オドニス（Castrum Odonis）からとった。のちに名はシャテル・オドン（Chatel-Odon）となった。文字通り、『オドンの城』である。フランス革命以前、シャテルドンはブルボネーのビリーのシャトレーヌ（城代の領地）に属していた。1200年8月、アルシャンボー・ド・サン・ジェランは、ブルボン領主に忠誠を誓い、領地とするシャテルドンに入った。14世紀の町は、経済活動が盛んで現在よりも人口が多かった。食器製造業者、製紙業者、製革業者は裕福であった。1344年、フィリップ・ド・ヴァロワ（フィリップ6世）はシャテルドンにおける毎週の市場の開催を認可している。
また、ジル2世・エスラン・ド・モンタギューによるシャテルドンの囲い地工事は、クレシーの戦い後にますますイングランド軍の脅威に永続的にさらされることになったことに起因する。1348年、町は黒死病の流行に打ちのめされている。ジル2世は贖罪の礼拝行進を行うよう命じた。自らはシャツ1枚の姿になって、裸足で手にはろうそくを持った。この時代から町は衰退を経験する。
1650年、王の侍医ギィ・クレサン・ファゴンが、ルイ14世に対してシャテルドンの水の効能を賞賛した。
シャテルドンにおいてワイン生産は重要であり、20世紀初頭までワインが生産されていた。19世紀初頭にはシャテルドンにスパが建設され、湯治のシーズンは3月15日から9月15日とされた。毎年約150人の湯治客がいた。
1851年12月2日のクーデターにおいて、ルイ・ナポレオン・ボナパルトを支持する共和国派がティエール役場に侵入した。このクーデターに大勢のシャテルドン住民が加わり、彼らはフランス領アルジェリアのドゥエラ収容所へ国外追放され、そこで死を迎えた。
町の多くのガイドたちが、第二帝政時代の流行の地ヴィシーの湯治客をひきつける絵のような美を報告している。1880年から1910年にかけて壊された中世からの住宅が、今も残っている。
ヴィシー政権の首相ピエール・ラヴァルはシャテルドン出身で、自らが1931年に購入したシャトーに1940年から1944年まで暮らしていた。ヴィシーとシャテルドンはおよそ20kmの距離なので移動が容易だったのである。毎朝、彼は午前9時に3台の自動車で車列を組んで出発した。彼は無差別攻撃から逃れるため、3台のいずれかに乗っていた。
しかし、1943年9月16日から翌17日の深夜にかけて、ダイナマイトがシャテルドンへ向かう道路の砂の中に隠されており、攻撃されようとしていたことが発覚した。
1944年8月8日の夜、ラヴァルは娘のジョゼと一緒にシャテルドンからパリに向けて発った。8月17日、彼は妻とともにドイツ軍に連れ去られた。村にはヴィシー政権の準軍事組織が駐屯した。

## 人口統計
| 1962年 | 1968年 | 1975年 | 1982年 | 1990年 | 1999年 | 2006年 | 2012年 |
| ------ | ------ | ------ | ------ | ------ | ------ | ------ | ------ |
| 1207   | 1101   | 953    | 916    | 840    | 737    | 750    | 778    |

source=1999年までLdh/EHESS/Cassini、2004年以降INSEE

## 史跡

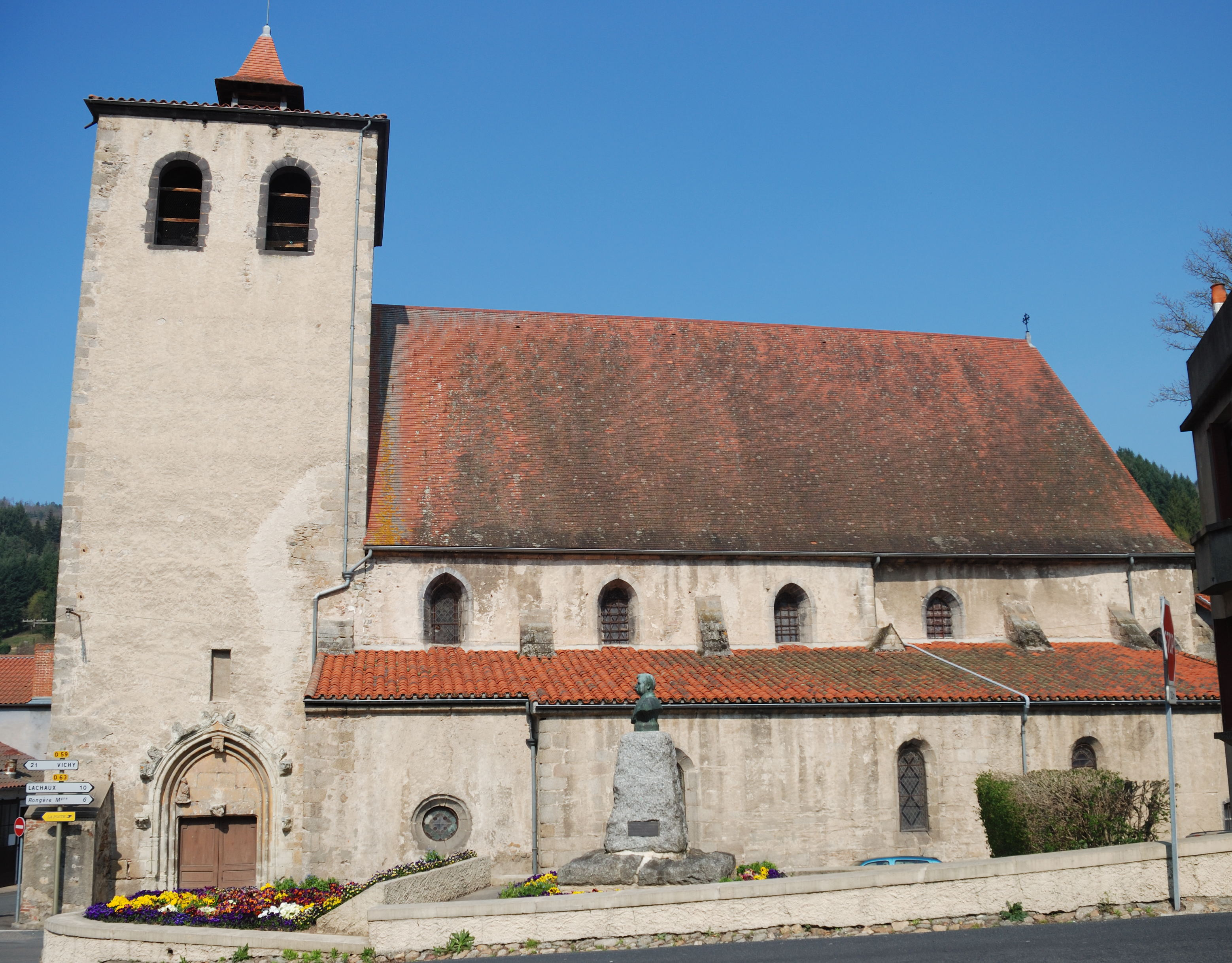
サン・シュルピス教会
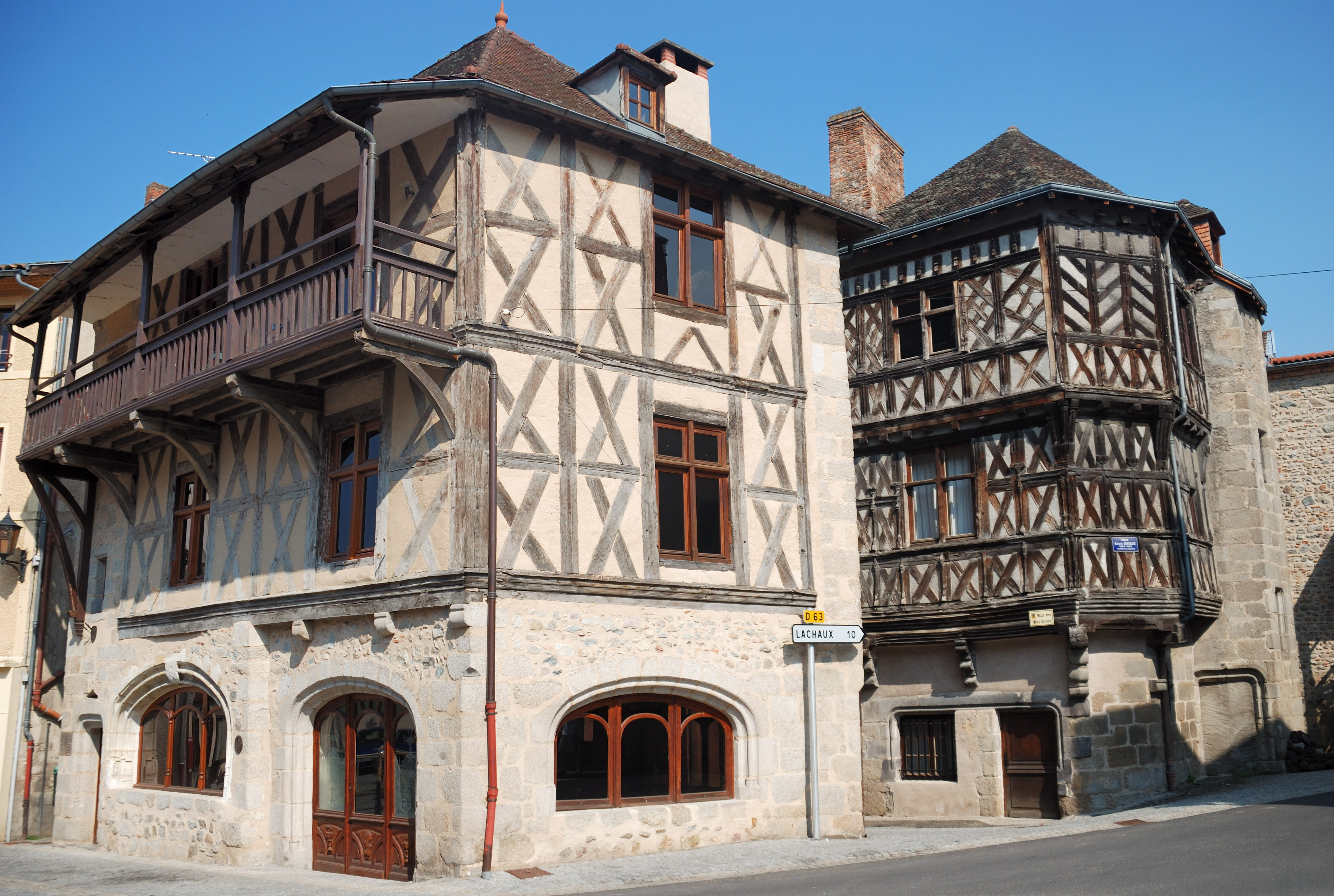
中世の住宅
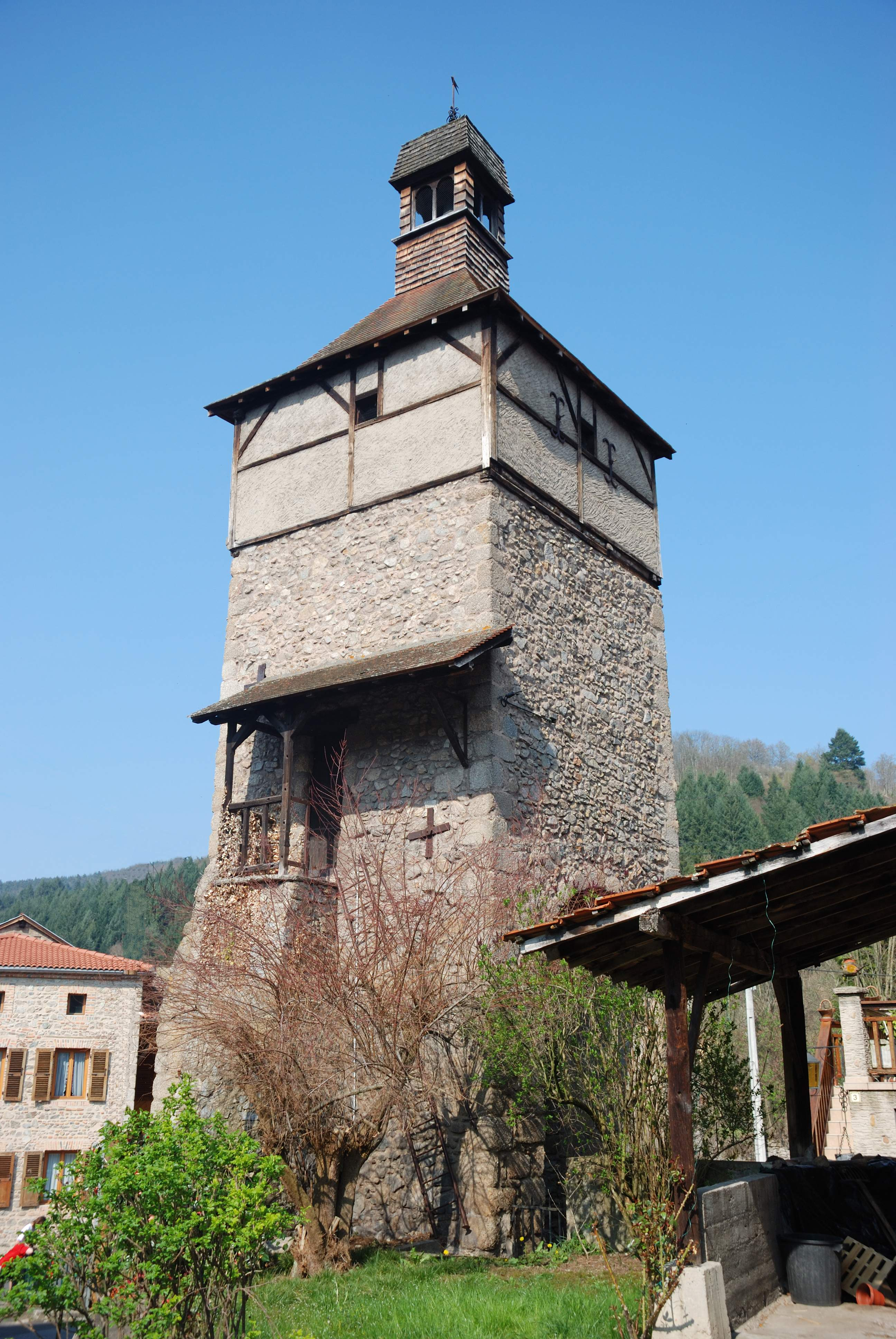
14世紀には町の出入り口であった鐘楼

## ミネラルウォーター
シャテルドンは、天然の炭酸含有のミネラルウォーター、シャテルドンの産地として知られる。シャテルドンはフランス最古のミネラルウォーターで、キャニスターに詰められてルイ14世の宮廷に運ばれていた。この水はナトリウム、カリウム、そしてフッ素が豊富で、利尿効能や消化促進のため知られる、重炭酸水である。フランス国内では、シャテルドンは主要なホテルやレストラン、ワインショップや食品雑貨店で見つけることができる。1650年に、侍医のファゴンがルイ14世にシャテルドンの効能を賞賛したのが、最初だといわれている。
1931年、ピエール・ラヴァルはセネク家からシャテルドンのシャトーを、1933年にはドゥブルスト家の水源を購入した。彼は水量の少ない水源のために働いた。水はサルジャンタール（Sergentale）の名で販売され、当時クレルモン＝フェランの鉱山技師であったルイ・アルマンに運営のライセンス権が与えられた。黄色と緑のボトルはフランスの一般市民に少ししか知られていなかった。人脈に恵まれていたラヴァルは、一流の地位にミネラルウォーターを置くことに成功した。ヴァレリー・ジスカールデスタンの祖父で、ジェネラル・ナヴィガション社の重役であったジャック・バルドゥー、そしてラヴァルは、フランスの大西洋岸航路の船内でサルジャンタールを扱ったのである。国際寝台車会社との合意によって、列車の中でもサルジャンタールが飲まれるようになった。

## 著名出身者
- ピエール・ラヴァル - 政治家

### 参照
1. ↑  Ancêtre du service de protection des hautes personnalités, il assure la sécurité du Président Laval.